# Henryk Barczyński

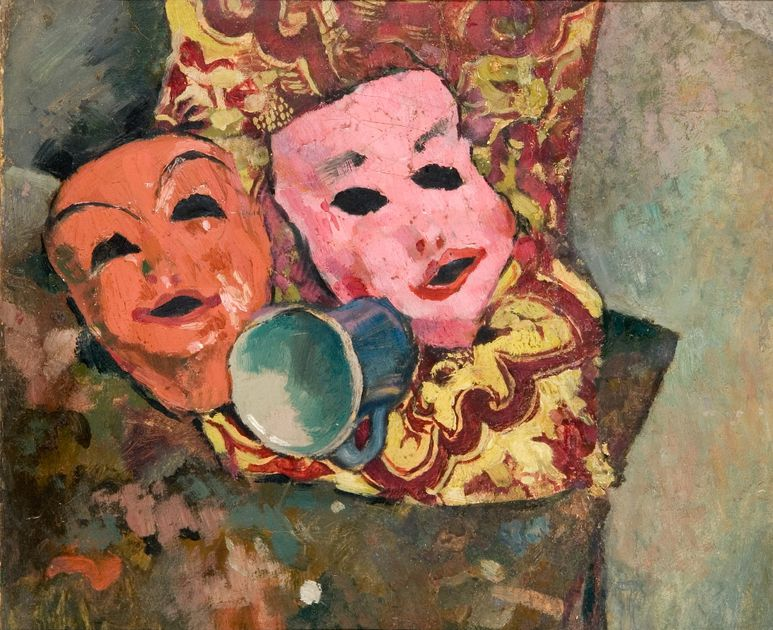
Maski (po 1933)

Henryk (Henoch) Barczyński, w licznych opracowaniach błędnie: Henryk Barciński (ur. 16 grudnia 1896 w Łodzi, zginął w 1941 w Tomaszowie Mazowieckim) – polski artysta malarz, grafik, ilustrator pochodzenia żydowskiego. W latach 1919–1921 członek grupy Jung Idysz. W latach 1939–1941 członek Koła Artystów w getcie tomaszowskim, ofiara okupacji hitlerowskiej.

## Życiorys
Urodził się w rodzinie ubogiego krawca Szmula Barczyńskiego (1834–1897) i Sary z Parzęczewskich. Naukę malarstwa rozpoczął w prywatnej szkole rysunków Jakuba Katzenbogena (Icka Kacenbogena) w Łodzi i kontynuował w Warszawie 1915–1916 w Szkole Sztuk Pięknych u Henryka Glicensteina.
Debiutował na Salonie Towarzystwa Zachęty Sztuk Pięknych w Warszawie. 1919–1926 studiował na Akademii Sztuk Pięknych w Dreźnie u profesorów Otto Gussmanna i Roberta Sterla.
W twórczości Barczyńskiego widoczne są wpływy Oskara Kokoschki i Marka Chagalla. W jego twórczości dominowała tematyka kultury żydowskiej. 
W 1925 otrzymał pierwszą nagrodę w Paryżu na konkursie Czerwonego Krzyża.
W latach 1927–1933 przebywał w Berlinie. Po powrocie do Łodzi 1934 wystawił swoje prace w Żydowskim Towarzystwie Krzewienia Sztuk Pięknych. Wystawiał też w Berlinie, Dreźnie, Tel-Awiwie i w Nowym Jorku.  
Henoch Barczyński mieszkał w Łodzi przy ul. Drewnowskiej 21.

### Okres okupacji
Na początku II wojny światowej Barczyński wyjechał z Łodzi do Tomaszowa Mazowieckiego. W getcie tomaszowskim założył Koło Artystów. Przyjaźnił się z łódzkim malarzem  Władysławem vel Wolfem Rejderem (1917–1942) oraz aktorem, kabareciarzem i karykaturzystą tomaszowskim Izraelem Aljuche „Lutkiem” Orenbachem (1919–1942). Tworzył i wystawiał w getcie tomaszowskim. Malował m.in. portrety i ulice getta tomaszowskiego. Barczyński po raz ostatni został wspomniany w listach z getta tomaszowskiego 25 grudnia 1940. W 1941 r. Barczyński „został zamordowany w Tomaszowie przez zbirów nazistowskich” (według świadectwa M. Wolman-Sieraczkowej). Według niesprawdzonych wiadomości śmierć nastąpiła 14 marca.